# Sukapura (Kejaksan)
Sukapura is een bestuurslaag in het regentschap Kota Cirebon van de provincie West-Java, Indonesië. Sukapura telt 13.341 inwoners (volkstelling 2010).